# Liste der Monuments historiques in Burnhaupt-le-Bas
Die Liste der Monuments historiques in Burnhaupt-le-Bas führt die Monuments historiques in der französischen Gemeinde Burnhaupt-le-Bas auf.

## Liste der Objekte
| Bezeichnung             | Beschreibung                                                     | Standort                               | Kennzeichnung | Schutzstatus | Datum | Bild |
| ----------------------- | ---------------------------------------------------------------- | -------------------------------------- | ------------- | ------------ | ----- | ---- |
| Fragmente eines Ölbergs | Sandstein, Reste der Fassung, vermutlich aus dem 17. Jahrhundert | in der Kirche St-Pierre-St-Paul (Lage) | PM68000039    | Classé       | 1983  |      |